# قناة (علم التشريح)
في علم التشريح، القناة هي ممر أو قناة أنبوبي يربط مناطق مختلفة من الجسم.
الامثله تشمل:
- منطقة الجمجمة
  - قناة سنخية.
  - قناة حنكية كبيرة.
  - القنوات القاطعة.
  - قناة تحت الحجاج.
  - قناة الفك السفلي.
  - النفق الحنكي الغمدي.
  - القناة الجناحية.
  - قناة هلالية.
- الأطراف السفلية
  - نفق العضلة المقربة.
  - القناة الفخدية.
  - نفق المسدة.
- منطقة الحوض
  - قناة شرجية.
  - نفق أربي.
  - نفق فرجي.